# Ingrid Streicher
Ingrid Streicher (* 15. September 1943 in Perg) ist eine österreichische Wirtschaftspädagogin und Schriftstellerin.

## Leben und Wirken
Streicher, geborene Froschauer, besuchte die Pflichtschule in Perg und die Handelsakademie in Linz. Nach dem Studium an der Hochschule für Welthandel in Wien (bis 1967) war sie zunächst wissenschaftliche Hilfskraft am Institut für Raumordnung und unterrichtete danach von 1969 bis 2000 an der Bundeshandelsakademie Waidhofen an der Ybbs. Sie heiratete 1971 Heimwald († 1991) und ist Mutter eines Sohnes (* 1973). 1977 schloss sie ihr Zweitstudium (Wirtschaftspädagogik) ab und erhielt 1978 den Berufstitel Professor.
Bis zum Tod des viele Jahre pflegebedürftigen Ehemannes beschränkte sich ihre literarische Tätigkeit auf die Beteiligung an Anthologien, erst ab 1991 begann sie mit eigenen Veröffentlichungen. Sie ist Mitglied der IG Autorinnen Autoren und im Stelzhamer-Bund.
Sie verfasst Lyrik, Kurzprosa und Erzählungen;  Gedichte wurden vertont von Martin Ortner und Hubert Schoder. Sie wurde bei mehreren Literaturwettbewerben ausgezeichnet.

## Werke
- Sommers Ernte. Wien, 1992, ISBN 3-85438-248-0.
- Der rote Mond. Wien, 1993, ISBN 3-85438-284-7.
- Heimat ist überall. Wien, 1995, ISBN 3-85438-309-6.
- Kieselsteine. Wien, 1996.
- Capriccio. Gedichte. Bad Ischl, 1999.
- Der Mühlstein. Erzählungen. Bad Ischl, 2000.
- Vertraute Stille. Lyrik. Bad Ischl, 2002, ISBN 3-900998-60-4.
- Goldsterne am Weg: Eine Wanderung durchs Ybbstal in Bildern und Gedanken. Amstetten, 2003, ISBN 3-9500504-5-0.
- Feldspat, Quarz und Glimmer: Geschichten vom Leben. Grünbach, 2004, ISBN 3-902427-09-4.
- Nigl Naugl. Geschichten für Kinder. 2006.
- Der Amsel Lied. Gedichte. 2008, ISBN 978-3-902427-52-6.
- mit Friederike Amort: Zwischen Berg und Tal, Lyrische Wanderung durch das Gesäuse.
- Lemniskate. Gasteiner Geschichten. 2010.
- Sitz di nedda her a Neichtl. Gedichte in Mundart. Stolzalpe, 2013, ISBN 978-3-902879-44-8.
- Gebet – Segen. Trost. Wunder. Gespräche mit Gott. Lyrik. Stolzalpe, 2017, ISBN 978-3-903111-38-7.
- Skizzen – von den kleinen Uhren bis zu den Abschieden; Wolfgang Hager Verlag, Stolzalpe, 2023, ISBN 978-3-903443-20-4